# Tinn
Tinn és un municipi situat al comtat de Telemark, Noruega. Té 5.940 habitants (2016) i la seva superfície és de 2.044,94 km². El centre administratiu del municipi és el poble de Rjukan.
El municipi limita amb el municipi de Nore og Uvdal (al comtat de Buskerud) al nord, amb Rollag i Flesberg (també a Buskerud) a l'est, amb Notodden, Hjartdal, i Seljord al sud i amb Vinje a l'oest.
Tinn es troba al bell mig de l'altiplà de Hardangervidda. De fet, la muntanya més alta de Telemark, Gaustatoppen (1883 m), es troba a Tinn, i es calcula que hi pugen unes 30.000 persones cada any. Als dies clars es pot veure una sisena part de Noruega des del cim.